# Tragopa bugabensis
Tragopa bugabensis är en insektsart som beskrevs av Fowler. Tragopa bugabensis ingår i släktet Tragopa och familjen hornstritar. Inga underarter finns listade i Catalogue of Life.